# Arnold Mühren
Arnoldus Johannes Hyacinthus "Arnold" Mühren, född 2 juni 1951 i Volendam, Nederländerna, fotbollsspelare.
Arnold Mühren var en vänsterfotad mittfältare som var känd för sina precisa passningar. Han spelade i Ajax och Twente innan han 1978 värvades av engelska Ipswich Town. Redan efter sin första säsong utsågs han till årets spelare i Ipswich, och under de fyra år han tillbringade i klubben var han med om att vinna UEFA-cupen 1981 samt komma på andra plats i ligan både 1981 och 1982. Mühren sågs som en av de bästa mittfältarna i engelska ligan, och 1982 värvades han av Manchester United. Första säsongen i Manchester slutade med en 4–0-seger över Brighton i FA-cupfinalen, där Mühren var en av förgrundsfigurerna. Han slog passningen fram till Norman Whitesides 3–0-mål och gjorde själv det fjärde målet på straff. Mühren var skadad under slutet av följande säsong, 1983/84, vilket kanske var en bidragande orsak till att Manchester United blev utslaget i semifinalen av Cupvinnarcupen. Även säsongen 1984/85 präglades av skador, vilket gjorde att Mühren inte kunde ta en ordinarie plats i startelvan. Sommaren 1985 flyttade han tillbaka till Nederländerna och avslutade karriären i Ajax, där han 1987 var med om att besegra Lokomotive Leipzig i Cupvinnarcupfinalen.
Mühren spelade 23 landskamper och gjorde tre mål för Nederländerna. Han gjorde debut mot Tunisien i april 1978. Sina sista landskamper spelade han i EM 1988, då han som 37-åring var med om att ta sitt lands första EM-guld. I finalen mot Sovjetunionen slog han ett vänsterinlägg till Marco van Basten, som avgjorde matchen med ett volleyskott ur snäv vinkel.